# Ana Blandiana
Ana Blandiana (pronuncia romanesa: [ˈana blandiˈana]; pseudònim d'Otilia Valeria Coman; Timişoara, Romania, 25 de març de 1942) és una poeta, assagista i figura política romanesa.

## Vida
Amb disset anys inicià el seu alçament publicant els primers poemes com a -filla d'un enemic del poble- sent filla d'un sacerdot ortodox pres polític.
L'any 1964 aconseguí publicar el seu primer poemari, "Primera persona del plural". Endinsada però en un camí pler de censura.
L'any 1982 imprimí el llibre de relats "Projectes de passat" deixant el període de censura darrere seu.
Arran de la publicació d'aquest llibre Blandiana es convertí en una figura important a Romania a causa del seu activisme combatiu contra la dictadura. L'any 1985, denuncià en uns poemes l'existent misèria i el terror causat pel règim de Ceaucescu. El dictador prengué mesures que esdevingueren en un període de por en el qual Ana hagué de deixar l'escriptura un temps. La censura conclogué i tornà a escriure sobre altres problemes com la soledat, el pas del temps, la indiferència... L'any 1988 edità un llibre de versos per a nens "Fets al meu carrer" en el qual mencionà indirectament el dictador, fet que desencadenà en la retirada dels seus llibres de les biblioteques i que no es pogués parlar d'ella. Visqué apartada fins a l'any 1989 i després de la caiguda del règim fundà i presidí l'Aliança Cívica. Actualment dirigeix el Memorial de les Víctimes del Comunisme i de la Resistència.
El 2024 va guanyar el premi princesa d'Astúries de les lletres.